# Madeiraginst
Madeiraginst (Genista maderensis) är en ärtväxtart som först beskrevs av Philip Barker Webb och Sabin Berthelot, och fick sitt nu gällande namn av Richard Thomas. Lowe. Genista maderensis ingår i släktet ginster, och familjen ärtväxter. IUCN kategoriserar arten globalt som livskraftig. Inga underarter finns listade i Catalogue of Life.